# Thorsten Odhe
Knut Gillis Thorsten Odhe, född 24 april 1892 i Björkängs församling, död 12 december 1965 i Västerleds församling, Stockholm, var en svensk tidningsman och ekonom.
Thorsten Odhe var son till målarmästaren August Odhe. Efter studentexamen i Skara 1910 och studier vid Göteborgs högskola 1910–1914 var han medarbetare i Dagens Nyheter 1917 och i Svensk Handelstidning 1918–1922. Han var 1922–1924 anställd hos Skattebetalarnas förening och 1924–1948 på Kooperativa förbundets tidningsavdelning, där han från 1932 var redaktör för Kooperatören. Från 1948 var han VD för Internationella kooperativa alliansen i London med speciell uppgift att företräda alliansen inför Förenta Nationerna och företa ekonomiska utredningar. Odhe gjorde sig känd som en framstående ekonomisk författare. Ett flertal av Kooperativa förbundets betänkanden i näringsfrågor författades av Odhe. I hans krönikor i Kooperatören sammanfattades och analyserades den ekonomiska utvecklingen såväl i Sverige som utomlands. Odhes författarskap präglades av en ekonomisk frihetsåskådning, vilken särskilt tog sig uttryck i kritik mot trust- och kartellväsen. Bland Odhes skrifter märks Det moderna trust- och kartellväsendet (1929), Det ekonomiska livets mätare (1933), Folkförsörjningen under krisen (1941) samt en rad monografier över näringsliv och kooperation i olika främmande länder.